# Wyższa Szkoła Przedsiębiorczości w Nowym Sączu
Wyższa Szkoła Przedsiębiorczości – uczelnia niepubliczna z siedzibą w Nowym Sączu. Założona w 2003 jako Sądecka Wyższa Szkoła Zawodowa.

## Władze
- Założyciel-kanclerz – Jerzy Juszczyk
- Rektor – dr inż. Sameer Abdul Karim Ayyoub, profesor nadzwyczajny
- Prorektor ds. studenckich – prof. dr hab. inż. Zbigniew Piasek
- Dyrektor Instytutu Geodezji i Kartografii – dr inż. Marek Plewako
- Dyrektor Instytutu Turystyki i Rekreacji – dr Zbigniew Borek

## Kierunki
- Inżynieria środowiska
- Geodezja i kartografia
- Turystyka i rekreacja